# Grimaldia (planta)
Grimaldia es un género de musgos hepáticas de la familia Aytoniaceae. Comprende 5 especies descritas.

## Taxonomía
El género fue descrito por Giuseppe Raddi  y publicado en Opuscoli scientifici d'una Società di professori della Pontifical Università di Bologna 2: 356. 1818.  La especie tipo es: Grimaldia dichotoma Raddi. 

## Especies
- Grimaldia barbifrons Bisch.
- Grimaldia carnica C. Massal.
- Grimaldia indica Stephani ex Kashyap
- Grimaldia raddii Corda
- Grimaldia sessilis Sull.